# Ward Cove
Pour les articles homonymes, voir Ward.
Ward Cove est une communauté non incorporée du borough de Ketchikan Gateway en Alaska.
Une conserverie y a été établie en 1883-4, et un bureau de poste a été créé en 1920. La population était de 57 habitants en 1930. Le nom Ward Cove est officiel depuis 1966.

## Démographie
| 1930 | 1960 | 1970 | - | - | - |
| ---- | ---- | ---- | - | - | - |
| 57   | 69   | 105  | - | - | - |